# Sound of Arisaig
Le sound of Arisaig, ou détroit d'Arisaig, est un détroit de la Mer des Hébrides, dans le district de Lochaber en Écosse.

## Description
Le sound sépare la péninsule d'Arisaig, au nord, de la péninsule de Moidart au sud. À l'est, du côté de la terre, il est divisé par la pointe d'Ardnish en deux lochs de mer. Ainsi le loch nan Uamh est-il au nord d'Ardnish, tandis que le loch Ailnort s'étend au sud.
Le détroit est parsemé de nombreuses îles de petite taille. Eilean nan Gobhar et Samalaman Island, toutes deux proches de Glenuig sur la rive sud, sont les plus grandes. L'ensemble du détroit est une Zone spéciale de conservation marine.

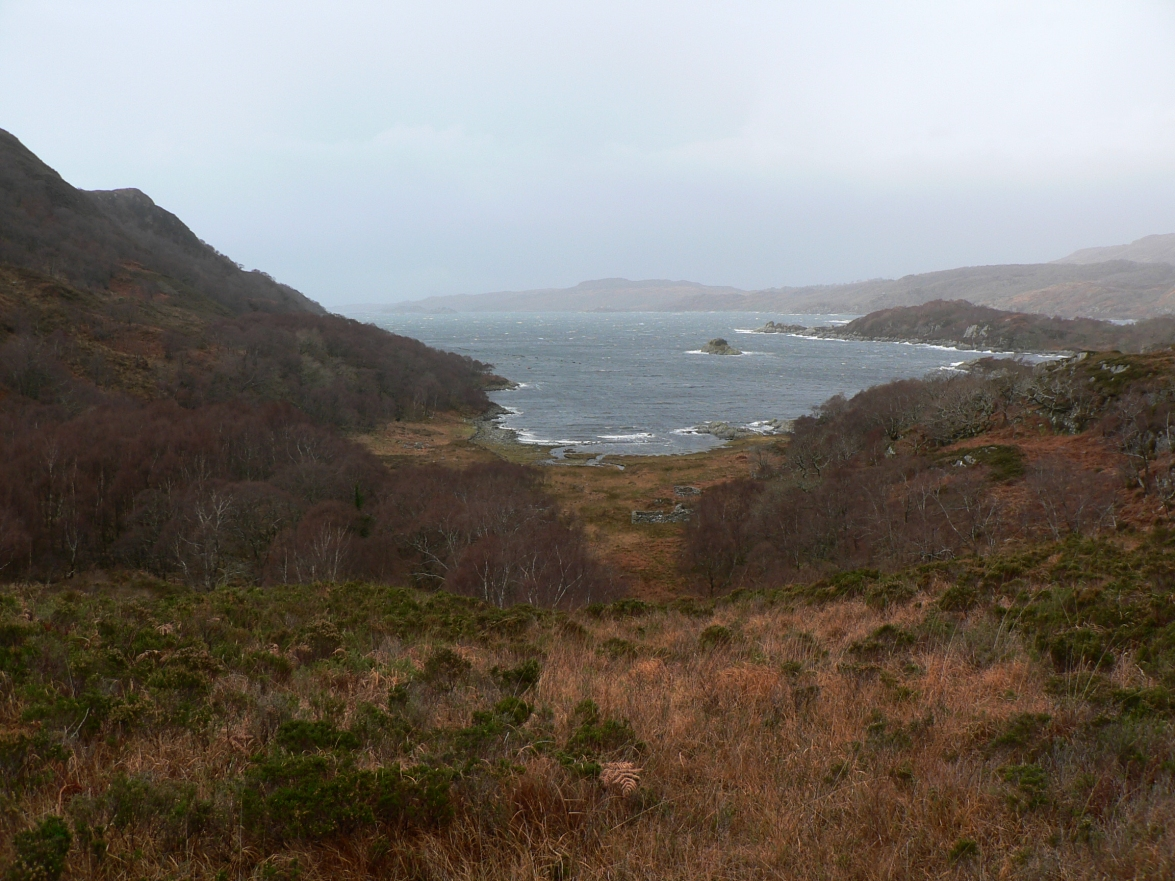
Le loch nan Uamh vu depuis Polnish

## Routes
La route A830, surnommée the Road to the Isles (la route des îles), longe l'extrémité est du loch Ailort. Elle traverse ensuite Ardnish avant de tourner à l'ouest et de parcourir la rive nord du loch nan Uamh, puis du sound lui-même.
Le West Highland Railway suit la Route des Îles.
La route A861, elle, suit la rive sud du loch Ailort puis le détroit jusqu'à Glenuig.

## Histoire et culture
Le Prince's Cairn, qui marque l'endroit d'où le prince Charles Édouard Stuart - Bonnie Prince Charlie - s'est embarqué pour quitter l'Écosse après la défaite de Culloden en 1746, surplombe le loch nan Uamh.